# 斯特凡·恩格斯
斯特凡·恩格斯（德語：Stephan Engels，1960年9月6日—），德国前男子足球运动员，场上位置是中场。他曾代表西德国家队参加1982年国际足联世界杯，结果队伍获得亚军。